# Барун Урт
Барун Урт (на монголски: Баруун-Урт) е град в източна Монголия и столица на аймака Сухе Батор. Градът с околията му образуват сум (област) на име Сухе Батор. Площта на област Барун Урт е 59 км2. Населението на града е 18 190 души (по приблизителна оценка от края на 2017 г.).

## Население
| 1959 | 1969 | 1979   | 1989   | 1994   | 2000   | 2006   | 2008   | 2017   |
| ---- | ---- | ------ | ------ | ------ | ------ | ------ | ------ | ------ |
| 6000 | 8000 | 11 600 | 16 100 | 17 289 | 15 133 | 12 000 | 12 946 | 18 190 |